# Freddy Rincón
Pour les articles homonymes, voir Rincón.
Freddy Rincón, né le 14 août 1966 à Buenaventura (Colombie) et mort le 13 avril 2022 à Cali, est un footballeur colombien, qui évoluait au poste de milieu offensif à l'Atlético Buenaventura, à l'Independiente Santa Fe, à l'América Cali, à Palmeiras, au SSC Naples, au Real Madrid, à Corinthians, à Santos et à Cruzeiro ainsi qu'en équipe de Colombie.
Rincón marque dix-sept buts lors de ses quatre-vingt-quatre sélections avec l'équipe de Colombie entre 1990 et 2001. Il participe à la coupe du monde de football en 1990, 1994 et 1998 et à la Copa América en 1991, 1993 et 1995 avec la Colombie.

## Biographie

### Joueur

#### En club
Rincón commence sa carrière à l'Atlético Buenaventura en 1986. Par la suite il joue également pour : Santa Fe Corporación Deportiva et América Cali (Colombie), SSC Naples (Italie), Real Madrid (Espagne), SE Palmeiras, Santos FC et SC Corinthians (Brésil).
Il est élu « ballon d'argent brésilien » à son poste en 1999.

#### En équipe nationale
Rincón marque 17 buts en 84 sélections pour l'équipe de Colombie, disputant les Coupes du monde 1990, 1994 et 1998.
Son but le plus important et le plus mémorable est celui qu'il inscrit contre l'Allemagne de l'Ouest à Milan le 16 juin lors du Mondiale 1990. Durant les arrêts de jeu, il glisse le ballon entre les jambes du gardien allemand, Bodo Illgner, arrachant l'égalisation (1-1) et qualifiant la Colombie pour les huitièmes de finale. La RFA gagnera par la suite la compétition, tandis que la Colombie sera éliminée par le Cameroun de Roger Milla.

### Entraîneur
En 2005, il commence une carrière d'entraîneur et signe à l'Iraty Sport Club (Brésil) pour la saison 2006.

### Vie personnelle
- Maintenant riche homme d'affaires, Rincón a créé les Café Rincon, une marque de café célèbre au Brésil et en Colombie. Rincón est un membre de l'Église de Jésus-Christ des saints des derniers jours depuis le 20 août 2005.
- Un mandat d'arrêt international le poursuit actuellement pour une histoire de trafic de drogues et de blanchiment d'argent.

Le 11 avril 2022, il est victime d'un accident de la circulation dans la ville de Cali. Le véhicule qu'il conduisait étant entré en collision avec un bus. Il est admis à la clinique Imbanaco dans un « état critique », souffrant d'une « lésion cérébrale traumatique ». Le 13 avril 2022, il meurt de ses blessures.

## Statistiques

### En sélection nationale
| Saison                | Sélection             | Phases finales        | Phases finales | Phases finales | Phases finales | Éliminatoires CDM | Éliminatoires CDM | Éliminatoires CDM | Matchs amicaux | Matchs amicaux | Matchs amicaux | Total | Total | Total |
| Saison                | Sélection             | Compétition           | M              | B              | Pd             | M                 | B                 | Pd                | M              | B              | Pd             | M     | B     | Pd    |
| --------------------- | --------------------- | --------------------- | -------------- | -------------- | -------------- | ----------------- | ----------------- | ----------------- | -------------- | -------------- | -------------- | ----- | ----- | ----- |
| 1989-1990             | Colombie              | Coupe du monde 1990   | 4              | 1              | 0              | -                 | -                 | -                 | 8              | 2              | 0              | 12    | 3     | 0     |
| 1990-1991             | Colombie              | Copa América 1991 4e  | 7              | 0              | 1              | -                 | -                 | -                 | 4              | 2              | 0              | 11    | 2     | 1     |
| 1991-1992             | Colombie              | -                     | -              | -              | -              | -                 | -                 | -                 | 1              | 0              | 0              | 1     | 0     | 0     |
| 1992-1993             | Colombie              | Copa América 1993     | 5              | 1              | 0              | -                 | -                 | -                 | 5              | 0              | 0              | 10    | 1     | 0     |
| 1993-1994             | Colombie              | Coupe du monde 1994   | 3              | 0              | 0              | 6                 | 5                 | 1                 | 2              | 1              | 0              | 11    | 6     | 1     |
| 1994-1995             | Colombie              | Copa América 1995     | 6              | 3              | 0              | -                 | -                 | -                 | 3              | 0              | 0              | 9     | 3     | 0     |
| 1995-1996             | Colombie              | -                     | -              | -              | -              | 3                 | 0                 | 0                 | 4              | 0              | 0              | 7     | 0     | 0     |
| 1996-1997             | Colombie              | Copa América 1997     | -              | -              | -              | 6                 | 1                 | 1                 | -              | -              | -              | 6     | 1     | 1     |
| 1997-1998             | Colombie              | Coupe du monde 1998   | 3              | 0              | 0              | 3                 | 0                 | 0                 | 5              | 1              | 0              | 11    | 1     | 0     |
| 1999-2000             | Colombie              | -                     | -              | -              | -              | 4                 | 0                 | 1                 | 1              | 0              | 0              | 5     | 0     | 1     |
| 2000-2001             | Colombie              | Copa América 2001     | -              | -              | -              | 1                 | 0                 | 0                 | -              | -              | -              | 1     | 0     | 0     |
| Total sur la carrière | Total sur la carrière | Total sur la carrière | 28             | 5              | 1              | 23                | 6                 | 3                 | 33             | 6              | 0              | 84    | 17    | 4     |

## Palmarès

### En équipe nationale
- 84 sélections et 17 buts avec l'équipe de Colombie entre 1990 et 2001.
- Huitième-de-finaliste de la coupe du monde 1990.
- Troisième de la Copa América 1995.
- Quatrième de la Copa América 1991
- Participe au premier tour de la coupe du monde 1994.
- Participe au premier tour de la coupe du monde 1998.

### Avec l'Independiente Santa Fe
- Vainqueur de la Coupe de Colombie de football en 1989.

### Avec l'America Cali
- Vainqueur du Championnat de Colombie de football en 1990 et 1992.

### Avec Palmeiras
- Vainqueur du Championnat du Brésil de football en 1994.
- Vainqueur du Championnat de São Paulo de football en 1994.

### Avec Corinthians
- Vainqueur de la Coupe du monde des clubs de la FIFA en 2000.
- Vainqueur du Championnat du Brésil de football en 1998 et 1999.
- Vainqueur du Championnat de São Paulo de football en 1999.